# Districte de Ribeauvillé
El Districte de Ribeauvillé (alsacià Arrondissement Rapperschwir) és un dels sis amb què es divideix el departament francès de l'Alt Rin, a la regió del Gran Est. Té 4 cantons i 32 municipis. El cap del districte és la sotsprefectura de Ribeauvillé.

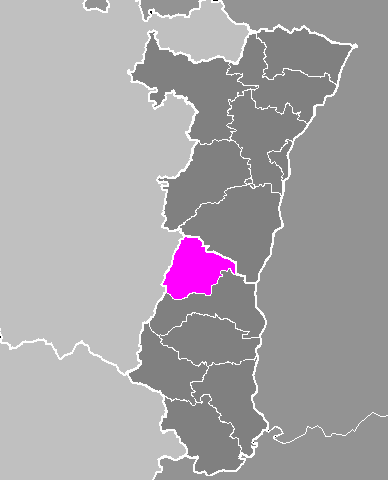
Localització del Districte de Ribeauvillé

## Cantons
- cantó de Kaysersberg
- cantó de Lapoutroie
- cantó de Ribeauvillé
- cantó de Sainte-Marie-aux-Mines

## Sotsprefectes
- 2008: Michel Paillisse